# Сатыга, Анатолий Владимирович
Анатолий Владимирович Сатыга  (1 мая 1938 — 13 февраля 1994) — слесарь-ремонтник треста «Норильскреммонтаж» Министерства цветной металлургии СССР, гор. Норильск Красноярского края, полный кавалер ордена Трудовой Славы (08.07.1985).

## Биография
Родился 1 мая 1938 года в селе Курское в Курагинском районе Красноярского края. Русский.
В 1955 году с отличием окончил среднюю школу и уехал в Красноярск поступать в институт цветных металлов имени Калинина. Не став студентом, вместе с другом отправился на полуостров Таймыр, где полным ходом шло строительство Норильского горно-металлургического комбината.
Первоначально Анатолий Владимирович работал в шахте, в 1965 году перешёл на комбинат слесарем-ремонтником треста «Норильскреммонтаж». За короткий период он стал высококлассным специалистом и одним из лучших работников треста.
Вскоре он возглавил бригаду слесарей-ремонтников, которой доверялись наиболее сложные и ответственные работы на предприятии, их бригада выполняла в необходимо короткий срок и всегда с высоким качеством.
Указами Президиума Верховного Совета СССР от 21 апреля 1975 года за высокие достижения в труде и безупречную работу на одном предприятии Сатыга Анатолий Владимирович награждён орденом Трудовой Славы 3-й степени, а от 2 марта 1981 года — за успешное выполнение заданий 10-й пятилетки (1976—1980) — орденом Трудовой Славы 2-й степени.
Указом Президиума Верховного Совета СССР от 8 июля 1985 года за успехи, достигнутые в выполнении плановых заданий и социалистических обязательств, повышение производительности труда, снижение себестоимости продукции Сатыга Анатолий Владимирович награждён орденом Трудовой Славы 1-й степени. Стал полным кавалером ордена Трудовой Славы.
Этим же указом орденом Трудовой Славы 1-й степени награждены передовики Норильского горно-металлургического комбината Н. С. Кулеш и Л. И. Стасева.
После выхода на пенсию переехал жить в Подмосковье, затем в Ставропольский край..
Скончался 13 февраля 1994 года.

## Награды
Награждён орденами Трудовой Славы 1-й, 2-й, 3-й степеней:3 ст. 21.04.1975 № 43064
2 ст. 02.03.1981 № 9931
1 ст. 08.07.1985 № 310
- медалями

## Семья
- Был женат.